# Kapaz
Kapaz (persiska: كپز) är en ort i Iran.   Den ligger i provinsen Zanjan, i den nordvästra delen av landet, 400 km väster om huvudstaden Teheran. Kapaz ligger 1 775 meter över havet och antalet invånare är 264.
Terrängen runt Kapaz är huvudsakligen kuperad, men åt sydost är den platt.Runt Kapaz är det ganska glesbefolkat, med 47 invånare per kvadratkilometer. Närmaste större samhälle är Dandī, 6,9 km sydost om Kapaz. Trakten runt Kapaz består i huvudsak av gräsmarker.